# Мая (філософія)
Мая (санскр. माया, māyā IAST, букв. «не це») — філософська категорія в індуїзмі, яка постулює, що світ речей, феноменів і людей це лише морок, ілюзія.
Мая є ілюзією не тому, що вона позбавлена буття, а тому що вона — нестала, тимчасова.
У Ріґведі та Упанішадах мая мала магічне та культове значення.
У веданті означає ілюзію, видимість (чуттєво сприйнятний матеріальний світ). Веданта вчить, що багатоманітність світу — ілюзія, видимість, мая. Лише абсолютний дух (брахман: Вішну та дживи) — є реальними (трансцендентними щодо матерії, а значить і вічними).
Людина через своє невідання будує в своїй свідомості помилкове уявлення про існування світу, таке уявлення про світ є маєю. Людина часто намагається це помилкове уявлення про світ натягнути на реальний світ, піддається ілюзії.
Для індуїзму (як і буддизму) характерно порівняння маї з постійно мінливими обрисами хмар, бульбашками на воді.
Мая — створена творцем ілюзія, низка змін, вервечка страждань, і мета адепта шляхом зречення від спокус, осягнути вище начало, подолати окови маї, вийти з нескінченного кругообігу самсари.
Багато філософських шкіл індуїзму відносять до псевдореальності (маї) також не тільки навколишній, тваринний світ, а й усіх богів індуїстського пантеону. Справжньою ж реальністю є Єдине (санскр. एकम् सत्, ekam sat IAST, букв. «Єдине буття») або Брахман.
| Ліві лапки | माया इदम् सर्वम् (māyā idam sarvam) — «Весь матеріальний світ - лише ілюзія» (Веданта) | Праві лапки |

З європейських філософів поняттю «Мая» велику увагу приділяв Артур Шопенгауер.